# Papas arrugadas
Papas arrugadas (v překladu ze španělštiny: vrásčité brambory) je typický pokrm kuchyně Kanárských ostrovů.
Jedná se o očištěné, ale neloupané brambory, které se vaří ve slané vodě (tradičně v mořské vodě). Poté, co se brambory uvaří, tak se ještě opékají, aby získaly slanou krustu a vrásčitý povrch. Takto připravené brambory se nejčastěji podávají s pikantní omáčkou mojo rojo. Papas arrugadas se často podávají jako předkrm, ale mohou sloužit i jako příloha, například k dušenému králičímu masu conejo en salmorejo.